# Elizabeth Jennings (personaje)
Elizabeth Mary Jennings (nombre real Nadezhda; en ruso: Надежда) es un personaje ficticio y principal de la serie de televisión dramática estadounidense The Americans. El personaje fue creado por el showrunner Joe Weisberg y es interpretado por la actriz Keri Russell.
Elizabeth es una agente de la KGB que, junto con su esposo Philip (interpretado por Matthew Rhys), se hace pasar por agente de viajes en Washington D. C.

## Trasfondo
Elizabeth nació en Smolensk bajo el nombre de Nadezhda Borisovna Popova, hija de un minero de carbón y contable del comité local del Partido Comunista de la Unión Soviética. Su familia sufrió grandes privaciones tanto durante como después de la Guerra germano-soviética, en la que su padre murió durante los combates en Stalingrado. Elizabeth creció creyendo que su padre era uno de los muertos de guerra con honor, hasta que su madre reveló que en realidad había sido fusilado por desertor. Cuando tenía 14 años, su madre estaba postrada en cama con difteria, lo que obligó a Elizabeth a cuidarla mientras aún asistía a la escuela.
Cuando era adolescente, la KGB se acercó a Elizabeth para que forme parte de su Programa de Ilegales. Aunque se le prohibió contarle a alguien, Elizabeth logró consultar subrepticiamente con su madre sobre su decisión, quien sin vacilar le dijo que debía cumplir con su deber por su patria. Entrenó hasta los 22 años para convertirse en agente encubierta y se le asignó la identidad de "Elizabeth Korman". Durante este tiempo, fue violada por uno de sus capitanes de la KGB, el coronel Timoshev. En 1962, Elizabeth y su compañero agente de la KGB "Phillip Jennings" (Mischa) fueron asignados el uno al otro para hacerse pasar por marido y mujer en Estados Unidos. En 1965 se trasladan a Estados Unidos con identidades falsas y comienzan a trabajar como agentes de viajes. Elizabeth conoce y recluta al activista de derechos civiles Gregory para la KGB y tiene un romance con él. Ella dio a luz a dos hijos de Philip: Paige, nacida en 1967, y Henry, nacido en 1970.

## Personalidad
Al crecer en la pobreza, Elizabeth desarrolló un exterior duro y una personalidad fría como su madre. Los primeros 15 años de su matrimonio con Philip fueron relativamente sin amor. Elizabeth finalmente se abre a su esposo después de que él mata a su violador. Inicialmente, su nuevo y creciente amor por Philip es un conflicto para ella ya que tiene problemas para expresar y dar sentido a sus propias emociones de manera constructiva, sin embargo, a medida que avanza la historia ambos avanzan en su relación. Cuando Philip se siente traicionado por ella, se vuelven deshonestos el uno con el otro y se separan brevemente. Solo cuando le disparan a Elizabeth, finalmente se da cuenta de lo importante que es Philip en su vida y de que puede confiar en él para cualquier cosa. Ella es inteligente y calculadora, tiene buena forma física, es atractiva, sabe usar armas, es hábil en el combate cuerpo a cuerpo y es potencialmente sociópata, a pesar de sus profundos lazos personales. Está dispuesta a utilizar estas cualidades para manipular a las personas con el objetivo de obtener la información que necesita. Si la situación lo requiere, ella no duda en matar y, de hecho, lo hace a menudo. Varias veces pone a la Unión Soviética y a su misión por encima de todas las demás consideraciones, incluida su familia.
A pesar de que Elizabeth lucha por encontrar un equilibrio entre tomar decisiones con su emoción recién descubierta y la lógica que la ha llevado tan lejos en su carrera, Philip puede ayudarla a tomar una decisión colaborativa; ya que a medida que avanza la historia, ambos se convierten en confidentes. La adolescencia de Paige es un desafío para Elizabeth, particularmente debido a que Paige siente curiosidad por las actividades de sus padres. Elizabeth es una madre presente y protectora y está cerca de sus hijos cuando más la necesitan a pesar de estar ausente de la casa la mayor parte del día trabajando en secreto para la KGB. Ella no parece tener muchos pasatiempos, pero le gusta jugar a los bolos y durante la última temporada comienza a dibujar en sus ratos libres.

## Casting
Russell, ex protagonista de la serie de televisión Felicity, habló sobre la decisión de trabajar en otra serie de televisión: "Pensé que el guión del piloto era tan interesante. Estaba muy lejos de ser un drama procesal. Y [originalmente] no sabía que quería hacerlo. Siempre digo que no a todo. Nunca quiero hacer nada [Risas]. Pero no podía dejar de pensar en eso. Lo leí... y seguí tratando de resolverlo, porque no está tan claro. Todavía no está claro para mí. Pero hay muchos niveles diferentes".

## Recepción
Por su interpretación, Russell fue nominada a numerosos galardones: dos nominaciones al Premio Globo de Oro en la categoría mejor actriz en una serie de televisión dramática, tres nominaciones al Premio Primetime Emmy en la categoría mejor actriz en una serie dramática, cinco nominaciones a los Critics' Choice Television Awards en la categoría mejor actriz en serie de drama, tres nominaciones a los Satellite Awards en la categoría mejor actriz en una serie de televisión de drama, una nominación a los Saturn Awards en la categoría mejor actriz en televisión y una nominación a los Television Critics Association Awards en la categoría logro individual en drama